# 64 Aquilae
Désignations
64 Aquilae est une étoile géante de la constellation de l'Aigle. 64 Aquilae est sa désignation de Flamsteed. C'est une étoile faible qui nécessite de bonnes conditions d'observation pour être visible à l'œil nu, ayant une magnitude apparente de 5,97. D'après la mesure de sa parallaxe annuelle par le satellite Gaia, l'étoile est distante de ∼ 152,2 a.l. (∼ 46,7 pc) de la Terre. À cette distance, sa magnitude visuelle est diminuée de 0,029 en raison de l'extinction due à la poussière interstellaire. Elle se rapproche de la Terre avec une vitesse radiale héliocentrique de −3,6 km/s.
64 Aquilae est une étoile géante qui évolue actuellement sur la branche des géantes rouges avec un type spectral de K1 III/IV. La classe de luminosité « III/IV » indique que son spectre montre un mélange de caractéristiques correspondant à une étoile sous-géante et géante. Elle a environ 6,2 milliards d'années, fait 1,17 fois la masse du Soleil et s'est étendue à 4,5 rayon du Soleil. Elle rayonne 11 fois la luminosité du Soleil et sa température de surface est de 4 786 K.